# 台所戦争
『台所戦争』（だいどころせんそう、The Little Orphan、1949年4月30日、劇場公開時『食いしん坊の子鼠』）は、「トムとジェリー」の作品の一つ。1948年アカデミー短編アニメ賞受賞作品。日本においては現在パブリックドメインとなっている。

## 作品内容
今日は感謝祭。ジェリーの下へ孤児院から子ネズミが訪ねて来た。
| 「 | この子はニブルス、感謝祭の晩餐会にゲストとしてお招きいただいた小さな孤児です。 この度はありがとうございます。“バイダウィー・マウス・ホーム” 追伸：この子はいつもお腹を空かせています。 | 」 |

孤児院からの手紙を読んだジェリーはニブルスに何か食べさせようとするが生憎食糧は切らしていた。そこでトムのミルクを失敬することにしたものの、危うく気付かれそうになった上、トムに殆ど飲み干されてしまった。
丁度その時、ダイニングではお手伝いさんが感謝祭の準備をしていた。白い食卓に並べられたメインディッシュのローストターキーや色とりどりのデザートなどを見てジェリーは早速ニブルスを連れてダイニングへ乗り込む。大喜びのニブルスは異常な食欲で次々とご馳走を食べ始め、蝋燭など食べられない物までもかじり、アクシデントを起こしてはジェリーをハラハラさせる。
そんな中、ニブルズがオレンジを丸ごと飲み込んだことでトラブルが始まる。ジェリーはオレンジを取り除こうとしてナイフでニブルズを叩くと、オレンジはニブルズの口からまっすぐに飛び出し、眠っているトムに直撃してしまう。テーブルの上を見上げたトムはピルグリム・ファーザーズの格好をしてご馳走を食べ歩く2匹のネズミを発見。早速、羽根ハタキを被ってインディアンに扮し、テーブルの上で2対1の戦いを繰り広げる。
ついにジェリーを捕え、狂喜の雄叫びを挙げるトム。しかしニブルスの仕掛けた攻撃によりコテンパンにやられ、ついに白旗を揚げる。
こうして「戦争」は終結し、和解したトム達は食前に感謝の祈りを捧げる。そして、ローストターキーを皆で味わおうとした矢先、ニブルスが一足先に全てペロリとたいらげてしまうのだった。

## 登場キャラクター
トム
昼寝をしていたところへジェリーとニブルスのドタバタに巻き込まれ、やがて3者による追いかけっこへと発展。自身は箒を冠代わりにかぶってインディアンに扮し、様々な手段を駆使してジェリーとニブルスに襲いかかる。ついにジェリーを捕まえて勝利を手中に収めようとした矢先、ニブルスの猛攻を受け降伏した。
ジェリー
孤児院からやって来たニブルスの世話をする。食いしん坊かつ油断ならない行動を繰り返すニブルスに肝を冷やすが、トムに捕まってしまったところをニブルスに救われた。
ニブルス
孤児院から来た食いしん坊の孤児ネズミ。旺盛な食欲で食べられない物にまでかじりついてしまう。感謝祭の食卓でも突拍子もない行動を繰り返しジェリーをヒヤヒヤさせたが、トムとの対決ではピンチに陥ったジェリーを救い、最後は七面鳥を真っ先にたいらげた。
お手伝いさん
感謝祭のご馳走を作って食卓に並べる。なお本作ではワンシーンのみの登場であり台詞もなく、その後の騒動についても一切関与していない。

## スタッフ
- 監督 - ウィリアム・ハンナ、ジョセフ・バーベラ
- 製作 - フレッド・クインビー
- 作画 - ケネス・ミューズ、エド・バージ、レイ・パターソン、アーヴン・スペンス
- 音楽 - スコット・ブラッドリー

## 補足
- 1960年に本作がCBSでテレビ放映された際には、チャック・ジョーンズらによって一部のシーンが再編集された。トムがジェリーを足止めするべく投げたナイフが「フォーク」へ差し替えられ、丸焦げにされたトムの頭部にインディアン風の装飾が原型を留めているように描き加えられている。（TBS版とヘラルド・ポニー版はこちらを使用。)
- 作中トムがロウソクで黒こげになるシーンは、現在発売されているDVD版では黒人問題の影響でトムのしっぽにロウソクが溶け込む途中で終わっている。また、シャンパンの瓶に押し出されるシーンもカットされている[注 2]。
- 後にシネマスコープにて「Feedin' the Kiddie」の題でリメイクされ、手紙の内容が「孤児のニブルス」から「甥のタフィー」に変更された。